# دافور فوغرينتس
دافور فوغرينتس (بالكرواتية: Davor Vugrinec)‏ مواليد 24 مارس 1975 في فارازدين، جمهورية يوغوسلافيا الاشتراكية الاتحادية، هو لاعب كرة قدم كرواتي دولي سابق كان يلعب كمهاجم. اعتزل اللعب عام 2015. سبق له أن لعب في كأس العالم لكرة القدم مع منتخب بلاده. بدأ مسيرته الرياضية عام 1992. لعب خلال مسيرته 547 مباراة سجل خلالها 197 هدفاً.

## المسيرة الاحترافية

### أندية لعب لها
- نادي طرابزون سبور
- نادي ليتشي
- أتالانتا
- نادي كاتانيا
- نادي رييكا
- نادي دينامو زغرب
- نادي زغرب

## روابط خارجية
- دافور فوغرينتس على موقع الاتحاد الدولي (مؤرشف)  (الإنجليزية)
- دافور فوغرينتس على موقع الاتحاد الأوربي (الإنجليزية)
- دافور فوغرينتس على موقع اتحاد تركيا (لاعب) (الإنجليزية)
- دافور فوغرينتس على موقع قاعدة بيانات كرة القدم.إي يو (الإنجليزية)
- دافور فوغرينتس على موقع ناشيونال فوتبول تيمز (الإنجليزية)
- دافور فوغرينتس على موقع Soccerway.com (الإنجليزية)